# Allium massaessylum
Allium massaessylum är en amaryllisväxtart som beskrevs av Jules Aimé Battandier och Louis Charles Trabut. Allium massaessylum ingår i släktet lökar, och familjen amaryllisväxter. Inga underarter finns listade i Catalogue of Life.